# Kevin O'Halloran
Kevin O'Halloran (né le 3 mars 1937 et décédé le 5 juillet 1976) est un nageur australien. Lors des Jeux olympiques d'été de 1956 disputés à Melbourne, il remporte une médaille d'or au relais 4 x 200 m nage libre, battant au passage le record du monde. Il a également terminé quatrième lors de la finale du 200 mètres nage libre durant ces Jeux.

## Palmarès
- médaille d'or au relais 4 x 200 m nage libre aux Jeux olympiques de Melbourne en 1956